# Vườn quốc gia Ujung Kulon
Vườn quốc gia Ujung Kulon là một vườn quốc gia nằm ở cực Tây của đảo Java, Indonesia. Vườn quốc gia bao gồm nhóm đảo núi lửa Krakatau thuộc tỉnh Lampung, và các đảo khác gồm Panaitan, cũng như các đảo nhỏ ngoài khơi trong eo biển Sunda như Handeuleum và Peucang. Tên của nó có nghĩa là Western End hoặc Point West (điểm cực Tây).

## Địa lý
Vườn quốc gia bao gồm khu vực rộng 1.206 km2 (466 dặm vuông Anh), trong đó có 443 km2 (171 dặm vuông Anh) là mặt biển. Phần lớn diện tích là một bán đảo vươn ra Ấn Độ Dương. Vụ Phun trào núi lửa Krakatau năm 1883 đã tạo ra một cơn sóng thần khổng lồ cuốn toàn bộ các ngôi làng và hoa màu tại các khu vực ven biển phía tây bán đảo, và bao phủ toàn bộ khu vực trong một lớp tro dày trung bình 30 cm (12 in). Vì vậy, toàn bộ dân cư trên bán đảo di tản khỏi khu vực, khiến nó trở thành công viên không chủ đích của nhiều loài động thực vật trên đảo Java, và bao gồm hầu hết các khu rừng đất thấp còn lại trên đảo.

## Lịch sử
Đây là vườn quốc gia đầu tiên của Indonesia được công nhận là Di sản thế giới vì có những khu rừng mưa nhiệt đới thấp còn lại ở Java. Vụ phun trào Krakatoa năm 1883 kèm theo sóng thần đã quét sạch nhiều khu định cư trong khu vực vườn quốc gia sau này, và nơi này không bao giờ được tái định cư nữa.
Một phần của vườn quốc gia và Di sản thế giới ngày nay đã được bảo vệ từ đầu thế kỷ 20. Krakatoa (hay đúng hơn là ba hòn đảo nhỏ còn lại của nó) được tuyên bố là Khu bảo tồn thiên nhiên vào năm 1921, tiếp theo là khu bảo tồn thiên nhiên Pulau Panaitan và Pulau Peucang được thành lập năm 1937. Khu bảo tồn thiên nhiên Ujung Kulon được thành lập năm 1958, khu bảo tồn thiên nhiên Gunung Honje là vào năm 1967, và gần đây nhất, vườn Quốc gia Ujung Kulon được chính thức thành lập vào năm 1992. Năm 2005, Ujung Kulon được công nhận là Vườn di sản ASEAN.

## Động thực vật
Ujung Kulon là nơi ẩn náu cuối cùng được biết đến của loài tê giác Java cực kỳ quý hiếm sau khi những kẻ săn trộm giết chết con tê giác cuối cùng còn sót lại trong vườn quốc gia Cát Tiên của Việt Nam, nơi từng còn lại một quần thể nhỏ dưới 10 con vào năm 2010. Ở Ujung Kulon, số lượng loài này ước tính khoảng 40-60 con vào những năm 1980. Trong khoảng thời gian từ 2001-2010 đã có 14 con tê giác được sinh ra sau khi những bức ảnh và video theo dõi được ghi lại. Dựa trên các bản ghi âm được thực hiện từ tháng 2 đến tháng 10 năm 2011, 35 con tê giác đã được xác định, trong đó 22 con đực và 13 con cái. Trong số này có 7 con đã già, 18 con đang ở độ trưởng thành, 5 con non và 5 con sơ sinh. Đến năm 2013, các khu vực kiếm ăn cỏ bớp bớp đã giảm từ 10 địa điểm có diện tích 158 hecta xuống còn 5 địa điểm có diện tích 20 hecta khiến việc cạnh tranh nguồn thức ăn giữa những cá thể tê giác đơn độc với bò banteng tăng lên.
Vườn quốc gia này bảo vệ 57 loài thực vật quý hiếm, 35 loài động vật có vú bao gồm bò banteng, vượn bạc, voọc Đông Java, khỉ ăn cua, báo Java, hổ Sumatra, cheo cheo Java, nai nhỏ Indonesia, rái cá lông mượt. Ngoài ra còn có 72 loài bò sát và lưỡng cư, 240 loài chim. Loài hổ Java được cho là đã từng tồn tại ở đây cùng với vườn quốc gia Baluran cho đến giữa những năm 1960.